# Gerhard Bosinski (Prähistoriker)
Gerhard Bosinski (* 1. Juni 1937 in Schwerin) ist ein deutscher Prähistorischer Archäologe.

## Leben und Wirken
Gerhard Bosinski ist der Sohn des Theologen Gerhard Bosinski. Er studierte von 1957 bis 1963 Ur- und Frühgeschichte, Ethnologie und Anthropologie an den Universitäten Berlin, Mainz und Köln. In Köln wurde er 1963 mit der Arbeit Die mittelpaläolithischen Funde im westlichen Mitteleuropa zum Dr. phil. promoviert. 1963 wurde er Wissenschaftlicher Assistent am Institut für Ur- und Frühgeschichte der Universität Köln, wo er sich 1972 mit der Arbeit Studien zur Steinbearbeitung im Mittelpaläolithikum habilitierte und 1980 zum Professor berufen wurde. Als Gastprofessor lehrte er an den Universitäten Berlin, Bordeaux, Göttingen und der Universität des Saarlandes in Saarbrücken. Im Jahr 2003 wurde er emeritiert.
Ab 1985 war er Leiter des Forschungsbereiches Altsteinzeit des Römisch-Germanischen Zentralmuseums und von 1988 bis 2003 Leiter des Museums für die Archäologie des Eiszeitalters im Schloss Monrepos. Er leitete die Ausgrabungen in Gönnersdorf und nahm an Ausgrabungen in Frankreich, Georgien und Russland teil. 1992 und 2003 wurde er mit der Rudolf Virchow-Vorlesung ausgezeichnet. Von 1972 bis 1974 war er stellvertretender Vorsitzender der Deutschen Gesellschaft für Ur- und Frühgeschichte.
Gerhard Bosinski war mit Hannelore Bosinski (* 10. November 1938; † 5. Dezember 2007) verheiratet, die mit ihm gemeinsam das Museum Schloss Monrepos leitete. Er lebt in Südfrankreich in der Nähe von Montauban.

## Auszeichnungen
- 1988: Verdienstorden des Landes Rheinland-Pfalz

## Schriften
- mit Robert Wetzel: Die Bocksteinschmiede im Lonetal. Müller und Gräff, Stuttgart 1969. (Veröffentlichungen des Staatlichen Amtes für Denkmalpflege Stuttgart, H. 15.)
- mit Thijs van Kolfschoten, Elaine Turner: Miesenheim. Stadtmuseum, Andernach 1988.
- Die mittelpaläolithischen Funde im westlichen Mitteleuropa. Dissertation. Universität Köln 1963. Böhlau, Köln, Graz 1967.
- Der Neandertaler und seine Zeit. Rheinland, Düsseldorf 1967.
- mit Adolf Luttropp: Der altsteinzeitliche Fundplatz Reutersruh bei Ziegenhain in Hessen. Böhlau, Köln 1971, ISBN 3-412-32071-4.
- mit Gisela Fischer: Die Menschendarstellungen von Gönnersdorf der Ausgrabung von 1968. Steiner, Wiesbaden 1974, ISBN 3-515-01927-8.
- mit Dietrich Evers: Jagd im Eiszeitalter. Rheinland, Köln 1979, ISBN 3-7927-0472-2.
- Die Ausgrabungen in Gönnersdorf 1968–1976 und die Siedlungsbefunde der Grabung 1968. Mit Beiträgen von David Batchelor. Steiner, Wiesbaden 1979, ISBN 3-515-02509-X.
- mit Gisela Fischer: Mammut- und Pferdedarstellungen von Gönnersdorf. Steiner, Wiesbaden 1980, ISBN 3-515-02823-4.
- Gönnersdorf, Eiszeitjäger am Mittelrhein. Rhenania, Koblenz 1981, ISBN 3-922755-01-1.
- Eiszeitliche Kunst in Deutschland und der Schweiz. Rheinland, Köln 1981, ISBN 3-7927-0632-6.
- Die Kunst der Eiszeit in Deutschland und in der Schweiz. Habelt, Bonn 1982, ISBN 3-7749-1832-5.
- Der Neandertaler und seine Zeit. Rheinland, Köln 1985, ISBN 3-7927-0788-8.
- Archäologie des Eiszeitalters. Römisch-Germanisches Zentralmuseum, Mainz 1986.
- Die grosse Zeit der Eiszeitjäger. Europa zwischen 40000 und 10000 v. Chr. Römisch-Germanisches Zentralmuseum, Mainz 1987, Sonderdruck.
- Les origines de l’homme en Europe et en Asie. Errance, Paris 1996, ISBN 2-87772-125-6.
- mit Jürgen Richter: Geschichtlicher Atlas der Rheinlande. Teil Paläolithikum und Mesolithikum. Habelt, Bonn 1997, ISBN 3-7927-1694-1.
- mit Francesco d’Errico, Petra Schiller: Die gravierten Frauendarstellungen von Gönnersdorf. Steiner, Stuttgart 2001, ISBN 3-515-07799-5.
- Gönnersdorf und Andernach-Martinsberg. Mit Beiträgen von Hannelore Bosinski. Gesellschaft für Archäologie an Mittelrhein und Mosel, Koblenz 2007, ISBN 978-3-929645-12-5.
- Tierdarstellungen von Gönnersdorf. Mit Beiträgen von Alexandra Güth und Wolfgang Heuschen. Römisch-Germanisches Zentralmuseum, Mainz 2008, ISBN 978-3-88467-117-7.
- Urgeschichte am Rhein. Kerns, Tübingen 2008, ISBN 978-3-935751-09-4.

Beiträge, Mitarbeit, Bearbeitung
- Altsteinzeitliche Fundplätze des Rheinlandes. Zusammengestellt für die Tagung der Hugo Obermaier-Gesellschaft vom 16. – 20. April 1974 in Ahrweiler. Rheinland, Köln 1974, ISBN 3-7927-0193-6.
- Lutz Fiedler (Hrsg.): Altsteinzeitliche Fundplätze in Hessen. Landesamt für Denkmalpflege Hessen, Wiesbaden 1977.
- Karl Brunnacker (Hrsg.): Geowissenschaftliche Untersuchungen in Gönnersdorf. Steiner, Wiesbaden 1978, ISBN 3-515-02510-3.
- Brigitte Reinhardt, Kurt Wehrberger (Hrsg.): Der Löwenmensch. Thorbecke, Sigmaringen 1994, ISBN 3-7995-0409-5.
- Bruno P. Kremer (Hrsg.): Laacher See. Wienand, Köln 1995, ISBN 3-87909-438-1.
- Manfred Boetzkes (Hrsg.): EisZeit. Thorbecke, Stuttgart 1999, ISBN 3-7995-3663-9.
- Elmar-Björn Krause (Hrsg.): Die Neandertaler – Feuer im Eis. Archaea, Gelsenkirchen, Schwelm 1999, ISBN 3-929439-76-X.

Herausgeberschaft
- Das Eiszeitalter im Ruhrland. Rheinland, Köln 1982, ISBN 3-7927-0705-5.
- Jean-Marie Chauvet, Eliette Brunel Deschamps, Christian Hillaire: Grotte Chauvet. Aus dem Französischen von Kathrin Wüst. Thorbecke, Sigmaringen 1995, ISBN 3-7995-9000-5. Neuauflage 2001.
- Jean Clottes, Jean Courtin: Grotte Cosquer bei Marseille. Thorbecke, Sigmaringen 1995, ISBN 3-7995-9001-3.
- Jesús Altuna, Amelia Baldeón, Koro Mariezkurrena: Ekain und Altxerri bei San Sebastian. Thorbecke, Sigmaringen 1996, ISBN 3-7995-9002-1.
- Michel Lorblanchet: Höhlenmalerei. Aus dem Französischen von Peter Nittmann. Thorbecke, Sigmaringen 1997, ISBN 3-7995-9025-0. Neuauflage 2000. Mit einem Beitrag zur Wandkunst im Ural von Gerhard Bosinski.
- Adrian Lister, Paul Bahn: Mammuts. Aus dem Englischen von Peter Nittmann. Thorbecke, Sigmaringen 1997, ISBN 3-7995-9050-1.
- Jesús Altuna, Amelia Baldeón, Koro Mariezkurrena: L’art des cavernes en Pays basque. Seuil, Paris 1997, ISBN 2-02-032340-0.
- Antonio Beltrán: Altamira. Aus dem Spanischen von Kathrin Wüst und Betina Rotter. Thorbecke, Sigmaringen 1998, ISBN 3-7995-9005-6.
- Vjačeslav E. Ščelinskij, Vladimir N. Širokov: Höhlenmalerei im Ural. Aus dem Russischen von Gerhard Bosinski. Thorbecke, Sigmaringen 1999, ISBN 3-7995-9004-8.
- Jean Plassard: Rouffignac. Aus dem Französischen von Peter Nittmann. Thorbecke, Stuttgart 1999, ISBN 3-7995-9006-4.
- Tilman Lenssen-Erz, Marie-Theres Erz: Brandberg. Thorbecke, Stuttgart 2000, ISBN 3-7995-9030-7.